# Synagoga Herszlika Gnatka w Łodzi
Synagoga Herszlika Gnatka w Łodzi – prywatny dom modlitwy znajdujący się w Łodzi przy ulicy Konstantynowskiej 65.
Synagoga została zbudowana w 1902 roku z inicjatywy Herszlika Gnatka. Mogła ona pomieścić 30 osób. Podczas II wojny światowej Niemcy zdewastowali synagogę.